# Turbot Island
Turbot Island är en ö i republiken Irland. Den ligger i grevskapet County Galway och provinsen Connacht, i den västra delen av landet. Arean är 0,85 kvadratkilometer.
Terrängen på Turbot Island är mycket platt. Den sträcker sig 0,8 kilometer i nord-sydlig riktning, och 1,7 kilometer i öst-västlig riktning. På Turbot Island finns främst gräsmarker och jordbruksmark.